# Francisco Javier Gómez Noya
Gómez  Noya est un nom espagnol. Le premier nom de famille, en général paternel, est Gómez ; le second, en général maternel, souvent omis, est Noya.
Pour les articles homonymes, voir Javier Gomez et Gomez.
Francisco Javier Gómez Noya, né le 25 mars 1983 à Bâle en Suisse, est un triathlète espagnol, quintuple champion du monde de triathlon.

## Biographie

### Jeunesse
Javier Gomez débute par le football mais pris de lassitude, il abandonne ce sport à 11 ans pour se lancer dans la natation à la suite des encouragements d'un ami. Il s'inscrit donc au club de natation de Ferrol. À cette occasion, il rencontre son premier et actuel entraîneur Jose Rioseco avec lequel il remporte de nombreux titres de champion dans les catégories régionales infantiles, junior et espoir en nage libre (200, 400 et 1 500 mètres) et quatre nages (200 et 400 mètres). Il est ensuite parti suivre une formation de sportif de haut niveau à Pontevedra au Centre Galicien de Technification Sportive.[réf. nécessaire]
Il est finaliste aux championnats d'Espagne dans différentes catégories. En 1998, il fait la connaissance de triathlètes qui  nagent avec lui et décide de concourir. Il fait ses débuts au triathlon M de Castropol (Asturies) à l'âge de 15 ans, en s'entraînant à peine pour les épreuves cycliste et course-à-pied. Malgré cela, il termine à la seconde place juste derrière Iván Raña.[réf. nécessaire]

### Carrière en triathlon
Javier Gómez est champion du monde de triathlon en 2008, 2010, 2013, 2014 et 2015, deuxième en 2007, 2009 et 2012 ainsi que troisième en 2011 sur la distance olympique (1 500 m de natation, 40 km de vélo, 10 km de course à pied). En distance sprint, Gómez est deuxième du championnat du monde 2011 et 2012.
Sélectionné pour les  Jeux olympiques de 2008 il se classe quatrième pour cette première participation. Il  remporte la médaille d'argent aux jeux olympiques d'été de 2012 à Londres lors de sa deuxième sélection.
En 2014, il remporte le titre de champion du monde d'Ironman 70.3 à Mont Tremblant au Canada.
Qualifié pour les Jeux olympiques de Rio en 2016, il annonce son forfait en juillet un mois avant la compétition, après avoir subi un accident à la fin d'un entraînement à vélo. Malgré une chute à faible vitesse, il est transporté à l’hôpital où les radiographies confirment une fracture du bras. Cet abandon forcé annihile les espoirs et le but qu'il s'était fixé depuis plusieurs années. Dans son communiqué, il confirme son immense déception sans renoncer pour autant à la suite de cette mésaventure, à se fixer d'autres objectifs ambitieux.
En 2017, de retour sur longue distance, il gagne son second titre de champion du monde d'Ironman 70.3, à l'issue d'une épreuve très disputée qu'il remporte grâce à ses grandes qualités en course à pied. Il sort de l'eau avec une légère avance de cinquante secondes et en compagnie d'un autre spécialiste de la courte distance, l'Américain Ben Kanute. Ensemble le duo, va prendre ses distances à la sortie de la première transition avec les premiers poursuivants, le Britannique Tim Don, l'Australien Sam Appleton et le tenant du titre 2016, l'Australien Timothy Reed. La partie vélo est entièrement menée par Ben Kanute qui creuse de bons écarts avec l'Espagnol et le groupe de chasse. Au terme d'un cavalier seul, où il exprime son talent dans la spécialité, l'Américain pose son vélo à la seconde transition avec trois minutes cinquante d'avance sur un groupe de poursuivants dans lequel Javier Gomez s'est intégré. l'Espagnol dont les qualités pédestres sont mondialement reconnues va refaire son retard sur l'Américain qui ne peut l’empêcher de prendre la tête de course au 13e kilomètres du semi-marathon. Malgré ses efforts, Javier Gomez ne cédera plus une seconde et passe la ligne victorieusement pour la seconde fois. La troisième place est remportée par l'Anglais Tim Don,.
En 2018, Francisco Javier Gómez prend part à son premier Ironman. Il termine à la seconde place de l'Ironman Cairns en Australie en 7 h 56 min 39 s.

### Distinction et vie privée
En juin 2016, il reçoit le prix Princesse des Asturies en sport. En 2018, il épouse la triathlète néo-zélandaise Anneke Jenkins championne du monde d'aquathlon en 2014.

## Palmarès
Les tableaux présentent les résultats les plus significatifs (podium) obtenus sur le circuit international de triathlon depuis 2006.
| Année | Compétition                                         | Pays        | Position          | Temps           |
| ----- | --------------------------------------------------- | ----------- | ----------------- | --------------- |
| 2019  | Ironman Malaisie                                    | Malaisie    | Médaille d'or     | 8 h 18 min 59 s |
| 2019  | Championnats du monde de triathlon longue distance  | Espagne     | Médaille d'or     | 5 h 5 min 39 s  |
| 2018  | Ironman Cairns                                      | Australie   | Médaille d'argent | 7 h 56 min 39 s |
| 2017  | Championnats du monde - Classement général          |             | Médaille d'argent | 4311 points     |
| 2017  | Championnat du monde Ironman 70.3                   | États-Unis  | Médaille d'or     | 3 h 49 min 44 s |
| 2016  | Championnat d'Europe                                | Portugal    | Médaille d'or     | 1 h 49 min 30 s |
| 2015  | Championnat du monde - Classement Général           |             | Médaille d'or     |                 |
| 2014  | Championnat du monde - Classement Général           |             | Médaille d'or     |                 |
| 2014  | Championnat du monde Ironman 70.3                   | Canada      | Médaille d'or     | 3 h 41 min 30 s |
| 2013  | Championnat du monde - Classement Général           |             | Médaille d'or     |                 |
| 2013  | Championnats d'Europe de triathlon moyenne distance | Espagne     | Médaille d'or     | 4 h 5 min 7 s   |
| 2012  | Championnat du monde - Classement Général           |             | Médaille d'argent |                 |
| 2012  | Jeux olympiques - Londres                           | Royaume-Uni | Médaille d'argent | 1 h 46 min 36 s |
| 2012  | Championnat du monde Xterra - Maui                  | États-Unis  | Médaille d'or     | 2 h 26 min 50 s |
| 2012  | Championnat d'Europe                                | Israël      | Médaille d'or     | 1 h 55 min 48 s |
| 2010  | Championnat du monde - Classement Général           |             | Médaille d'or     |                 |
| 2010  | Championnat d'Europe                                | Irlande     | Médaille d'argent | 1 h 45 min 4 s  |
| 2009  | Championnat du monde - Classement Général           |             | Médaille d'argent |                 |
| 2009  | Championnat d'Europe                                | Pays-Bas    | Médaille d'or     | 1 h 44 min 14 s |
| 2008  | Championnat du monde                                | Canada      | Médaille d'or     | 1 h 49 min 48 s |
| 2008  | Coupe du monde - Classement Général                 |             | Médaille d'or     |                 |
| 2007  | Championnat du monde                                | Allemagne   | Médaille d'argent | 1 h 43 min 22 s |
| 2007  | Championnat d'Europe                                | Danemark    | Médaille d'or     | 1 h 51 min 58 s |
| 2007  | Coupe du monde - Classement Général                 |             | Médaille d'or     |                 |
| 2006  | Coupe du monde - Classement Général                 |             | Médaille d'or     |                 |

| Année | Nombres | Étapes                              |
| ----- | ------- | ----------------------------------- |
| 2017  | 2       | Abou Dabi, Montréal                 |
| 2015  | 2       | Yokohama, Stockholm                 |
| 2014  | 4       | Auckland, Le Cap, Yokohama, Chicago |
| 2013  | 2       | Londres (Finale), Auckland          |
| 2012  | 1       | Auckland (Finale)                   |
| 2011  | 1       | Sydney                              |
| 2010  | 2       | Hambourg, Londres                   |
| Total | 14      |                                     |

| Année | Nombres | Étapes                                      |
| ----- | ------- | ------------------------------------------- |
| 2023  | 1       | Mossel Bay                                  |
| 2022  | 1       | Pucón                                       |
| 2019  | 2       | Geelong, Cascais                            |
| 2018  | 1       | Barcelone                                   |
| 2017  | 2       | Championnat du monde d'Ironman 70.3, Dubai  |
| 2015  | 1       | Staffordshire                               |
| 2014  | 2       | Championnat du monde d'Ironman 70.3, Panama |
| Total | 10      |                                             |

| Année | Nombres | Étapes               |
| ----- | ------- | -------------------- |
| 2020  | 1       | Quiberon             |
| 2015  | 1       | Dunkerque            |
| 2013  | 1       | Nice                 |
| 2012  | 1       | Paris                |
| 2009  | 1       | Tours                |
| 2007  | 2       | Lorient, La Baule    |
| Total | 7       | 7 villes différentes |

| Année | Nombres | Étapes         |
| ----- | ------- | -------------- |
| 2021  | 1       | Cancún         |
| 2018  | 2       | Wanaka, Prague |
| Total | 3       |                |